# Aslan Abaschidse

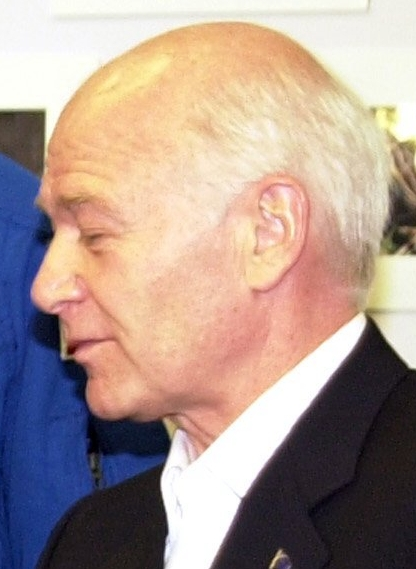
Aslan Abaschidse (2002)

Aslan Abaschidse (georgisch ასლან იბრაიმის ძე აბაშიძე Aslan Ibraimis dse Abaschidse; russisch Аслан Ибрагимович Абашидзе Aslan Ibragimowitsch Abaschidse; * 20. Juli 1938 in Batumi, Adscharische ASSR) ist ein georgischer Politiker und war von 1991 bis 2004 autokratischer Staatschef und Präsident der Autonomen Republik Adscharien in Georgien, die unter seiner Führung weitgehend unabhängig von der Zentralregierung in Tiflis war.

## Leben

### Jugend und Beruf
Abaschidse stammt aus einer muslimisch-georgischen Aristokratenfamilie aus Adscharien. Sein Großvater, der Schriftsteller Memed Abaschidse, während der ersten georgischen Republik von 1918 bis 1921 Parlamentsmitglied, wurde 1937 auf Anweisung Stalins erschossen. Der Vater saß zehn Jahre in einem sowjetischen Zwangsarbeitslager.
In den 1950er-Jahren begann Abaschidse ein Studium der Geschichte und Philosophie am Staatlichen Pädagogischen Institut Batumi, das er 1962 abschloss, 1964 folgte ein Zweitstudium der Volkswirtschaft an der Staatlichen Universität Tiflis. Bis 1981 arbeitete er schließlich als Englischlehrer, später als Schuldirektor.
1981 bis 1984 war Abaschidse stellvertretender Sprecher des Stadtrats von Batumi, 1984 bis 1986 adscharischer Minister für Versorgungsbetriebe, 1986 bis 1989 stellvertretender Minister für Versorgungsbetriebe.

### Autokratischer Herrscher
Im April 1991, kurz vor dem endgültigen Zerfall der Sowjetunion, wurde Abaschidse auf Betreiben des georgischen Staatspräsidenten Swiad Gamsachurdia Vorsitzender des Obersten Sowjets von Adscharien, de facto also dessen Staatschef. Adscharien war zu diesem Zeitpunkt eine autonome Teilrepublik der Georgischen SSR.
In den Folgejahren brach in Georgien ein Bürgerkrieg aus, es gab Kämpfe im gesamten Land. Unter Abaschidses Führung wurde Adscharien weitgehend unabhängig von der georgischen Regierung in Tiflis, wenngleich es sich nie offiziell von Georgien lossagte. Ihm gelang es, die bewaffneten Konflikte und den georgischen Bürgerkrieg aus Adscharien fernzuhalten.
Abaschidse regierte das Land autokratisch. Er baute in Adscharien ein eigenes Militär auf und machte das Land zu einer Art Sonderwirtschaftszone. Steuereinnahmen wurden nicht mehr an die georgische Regierung gezahlt, sondern blieben in Adscharien. Aufständischen und Milizen aus anderen Teilen Georgiens wurde der Zugang nach Adscharien verwehrt. Nach Verhandlungen mit der georgischen Regierung konnte Abaschidse den Status seiner eigenen Regierung absichern, da der georgische Präsident Eduard Schewardnadse bereit war, die weitgehende Unabhängigkeit Adschariens zu tolerieren, um weiteres Blutvergießen zu verhindern.
Abaschidse war auch außerhalb Adschariens in der georgischen Politik aktiv. Von 1991 bis 1995 war Abaschidse Vizepräsident des georgischen Parlaments. 1991 gründete er die politische Partei Union für Demokratische Wiedergeburt, die bei den georgischen Wahlen 1995 31 und im 1999 gewählten Parlament 58 Sitze erhielt.
1998 wurde Abaschidse mit 93 % der abgegebenen Stimmen erneut zum Präsidenten Adschariens gewählt.

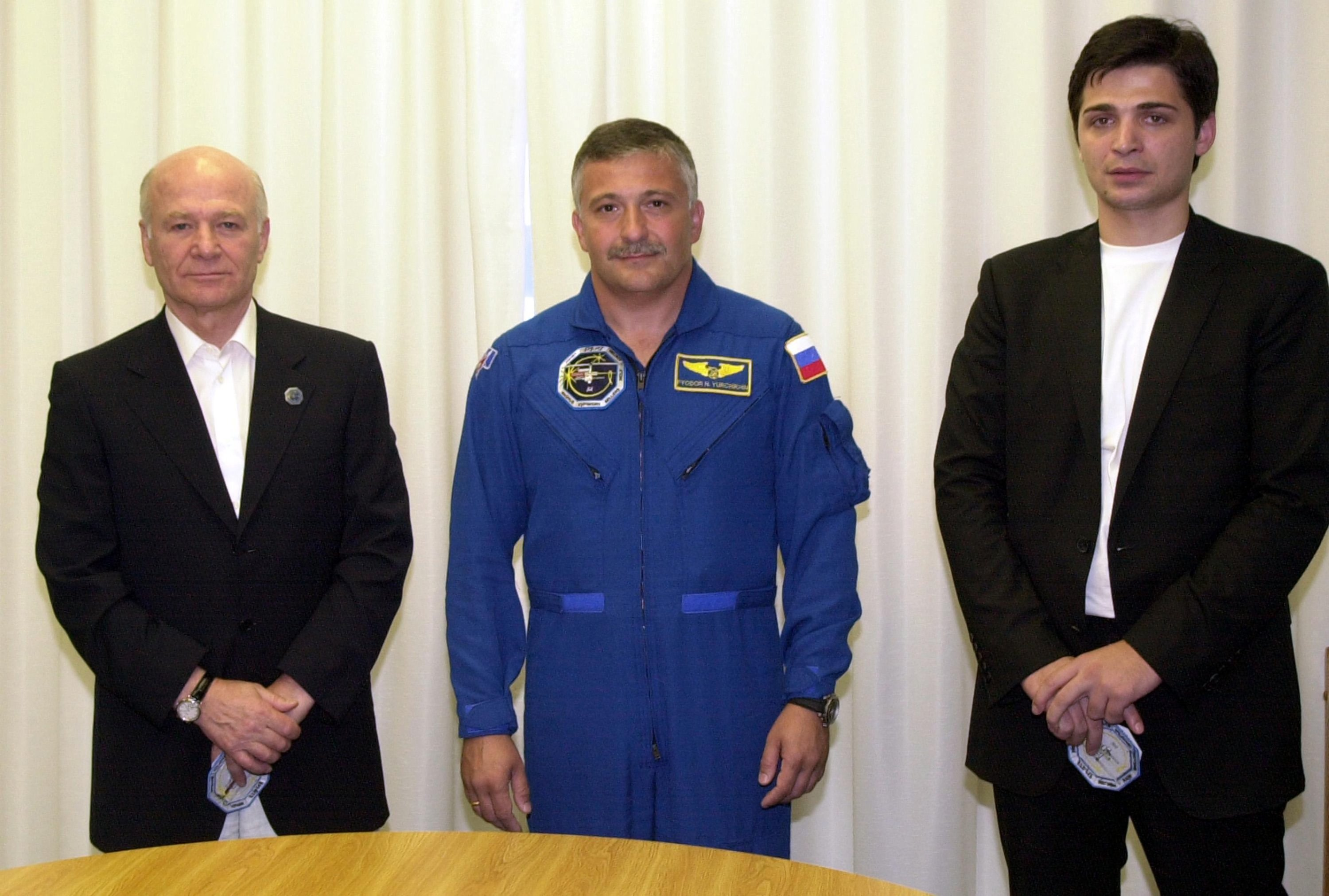
Abaschidse (links) im Jahr 2002 im Kennedy Space Center gemeinsam mit dem Kosmonauten Fjodor Jurtschichin und seinem Sohn Georgi (rechts)

Politischer Gegner entledigte sich Abaschidse teilweise mit rüden Methoden. Im April 1991 wurde sein Stellvertreter und politischer Rivale, Nodar Imnadse, bei einer Schießerei in Abaschidses Büro getötet. Der spätere Direktor der Georgischen Nationalbibliothek, Lewan Berdsenischwili, wurde nach kritischen Äußerungen über Abaschidse des Landes verwiesen. Der Bürgermeister von Batumi und Parlamentsabgeordnete Tengis Asanidse wurde 1993 wegen angeblicher illegaler Finanztransaktionen und illegalen Waffenbesitzes vor Gericht gestellt. Obgleich der Europäische Gerichtshof für Menschenrechte seine unverzügliche Freilassung forderte, saß er bis April 2004 im Gefängnis.

### Ende der Regierungszeit Abaschidses und Exil
Ende 2003 kam es in Georgien zur sogenannten Rosenrevolution, in Folge derer der langjährige Präsident Eduard Schewardnadse abtrat und Micheil Saakaschwili dessen Nachfolge antrat. Die Regierung um Abaschidse verurteilte die Rosenrevolution als „Staatsstreich“. Es kam zu schweren Spannungen zwischen der adscharischen und der neuen georgischen Regierung, die sich im Frühjahr 2004 weiter zuspitzten.
Nach Massenprotesten gegen seine Regierung in Batumi kam es schließlich zum Machtwechsel in Adscharien. Abaschidse trat am 6. Mai 2004 von seinem Amt als adscharischer Regierungschef zurück, Adscharien unterstand danach bis 2008 stärker der Kontrolle der georgischen Regierung.
Abaschidse ging zusammen mit seiner Familie nach Moskau ins Exil, wo er ein Haus besitzt und mit dem ehemaligen Oberbürgermeister Juri Luschkow befreundet war. Obgleich ihm die georgische Regierung verschiedene schwere Strafvergehen vorwirft, will sie nach Absprache mit Russlands Präsident Wladimir Putin auf eine Strafverfolgung und Auslieferung verzichten.

### Privates
Er pflegt einen aufwendigen Lebensstil, besaß ein großes Landhaus in der adscharischen Provinz, eine Stadtresidenz in Batumi und ein Haus in Moskau. Er hielt 80 preisgekrönte exotische Hunde, außerdem Strauße und Fasane. Zu seinem Fahrzeugpark gehörten zwei Hummer und zwei Tornado-Rennboote. Sohn Giorgi fuhr einen Lamborghini. Finanziert wurde das Luxusleben aus dem adscharischen Staatsbudget und verschiedenen Unternehmen, die Abaschidse gehörten. Die in Adscharien verbliebenen 105 Besitztümer Abaschidses und seiner Familie wurden im März 2005 in Staatsbesitz überführt.
Abaschidse war bis zu ihrem Tod mit der Musikerin Maguli Gogitidse (1951–2003) verheiratet. Die beiden haben einen Sohn und eine Tochter, Giorgi und Diana. Der Sohn Giorgi war von Juni 2002 bis Mai 2004 Bürgermeister von Batumi. Einem Bericht der New York Times zufolge wohnte Abaschidse 2012 in Barwicha, einem Villenvorort Moskaus und Teil der Rubljowka.